# Setodes anatolicus
Setodes anatolicus là một loài Trichoptera trong họ Leptoceridae. Chúng phân bố ở miền Cổ bắc.